# Yves Patenôtre
Yves François Patenôtre (ur. 23 stycznia 1940 w Troyes) – francuski duchowny katolicki, arcybiskup Sens w latach 2004–2015.

## Życiorys

### Prezbiterat
Święcenia kapłańskie otrzymał 29 czerwca 1965 i został inkardynowany do diecezji Troyes. Był m.in. rektorem seminarium międzydiecezjalnego w Reims, wikariuszem biskupim dla stolicy diecezji oraz wikariuszem generalnym.

### Episkopat
1 grudnia 1994 papież Jan Paweł II mianował go biskupem diecezji Saint-Claude. Sakry biskupiej udzielił mu 29 stycznia 1995 poprzednik, Gilbert-Antoine Duchêne.
30 lipca 2004 został mianowany arcybiskupem koadiutorem diecezji Sens oraz prałatem koadiutorem prałatury terytorialnej Mission de France. Pełnię rządów objął 31 grudnia 2004 po przejściu na emeryturę poprzednika.
5 marca 2015 przeszedł na emeryturę.